# 방사무늬돌김
방사무늬돌김(학명: Pyropia yezoensis 피로피아 이에조엔시스[*])는 김파래과의 바닷말이다.

## 분포
한국(한반도 연안)과 일본(혼슈 북부 연안, 홋카이도 서남해안)이 원산지이다.

## 같이 보기
- 김